# Lira popular

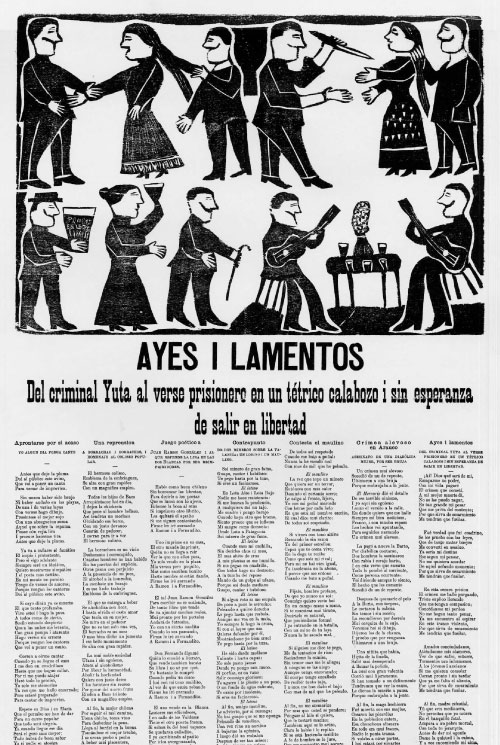
Pliego de la Lira popular, Ayes i Lamentos de Daniel Meneses, fines del Siglo XIX

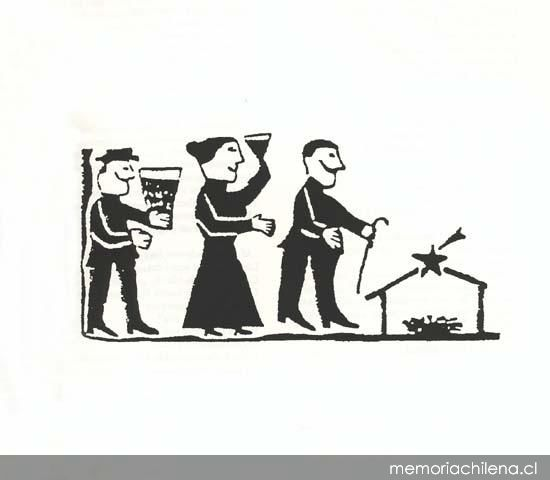
Saludos al Niño Dios por Rosa Araneda

Lira popular es como se llamó a los pliegos de poesía en décima impresos y difundidos en Chile desde el XIX hasta principios del XX. Forman parte del tesoro literario popular en el ámbito de expansión iberoamericana de la literatura de cordel, que recibe su nombre de la forma en que comúnmente era publicitada: colgada de cordeles, extendida entre dos árboles, postes o muros. En tanto medio de comunicación masivo, los poetas populares plasmaron por esta vía diversas creaciones, generalmente escritas en décimas.

## Estructura
Las primeras liras populares que circularon por Chile medían 26 x 35 centímetros, pero fueron agrandándose con el paso del tiempo hasta llegar a los 54 x 38 centímetros, que es el tamaño de la mayoría de las que se reunieron y que se conservan en la actualidad. En cada pliego de las Liras se podía encontrar un poema en décimas acompañado por simples grabados populares que ilustraban lo que se contaba; muchos de estos dibujos eran realizados por los mismos poetas. En la hoja se imprimían entre 5 y 8 poesías, cada una de ellas introducida por una ilustración que reforzaba el texto. Los poemas pertenecían a un solo poeta que se encargaba de registrar su nombre, pero nunca publicaban la fecha de emisión. Los títulos eran de gran tamaño, con letras llamativas, asemejándose mucho al formato de una noticia en los periódicos actuales.
Los artistas vendían sus pliegos mediante cánticos y gritos por las calles y lugares públicos de las ciudades, colgándolos de una cuerda atada entre postes o árboles, de ahí que también sean conocidos como “Literatura de Cordel”, nombre que también recibió en otros lugares de América, como Bolivia y Brasil, la poesía popular impresa en hojas sueltas. 
En un comienzo, la Lira Popular hacía alusión a acontecimientos ocurridos en España, lugar donde nació a través de los juglares, pero con el paso del tiempo y la fusión cultural dicha poesía tomó un carácter representativo de la realidad del país, retratando vivencias personales y hechos noticiosos vinculados al pueblo, al gobierno y las contingencias. Se sabe que en estos poemas también se podía encontrar motivos religiosos, canciones de la época, cantos, payadas, cuecas y romances.

## Imágenes
En tiempos de la lira popular había muchos analfabetos en Chile. Por eso, las imágenes se usaron para las obras que tenían gran influencia. Su relación con el texto ayuda al lector a entender el material. Los recortes de madera sellaron las hojas con las imágenes. Dichas pinturas permitieron al público general participar en la cultura popular y reconocer los temas. Además, las imágenes también eran una manera expresar puntos de vista de la política del siglo XIX.

## Historia
La lira popular tiene mucho valor literario porque es una importante fuente histórica, con comentarios sobre la sociedad chilena durante este tiempo: además podemos encontrar temas relacionado con la Guerra del Pacífico, el gobierno de José Manuel Balmaceda, conflictos con países limítrofes y políticos. La Lira Popular también comentó muchos acontecimientos del momento como catástrofes naturales, crímenes y fenómenos colosales.
La poesía española se introdujo por primera vez en Chile en 1541, cuando misioneros españoles y escritores importaron además libros y documentos de España, pero el auge de la Lira popular tendría lugar entre 1860 y 1920: la primera lira popular se publicó en 1866, versando sobre la Guerra contra España. La Lira popular mejoró en 1879 cuando poetas populares empezaron a publicar sus obras comentando la Guerra del Pacífico. La Lira popular alcanzó el pico de desarrollo en 1890 y siguió siendo una fuente popular de noticias hasta 1920, cuando las impresiones de las hojas bajaron debido a la expansión de las empresas editoras y del periodismo, sin embargo, impresiones de las hojas duraron hasta el siglo 1940.  
La lira popular circuló generalmente a través de los centros urbanos de Chile, y muchos de sus autores eran poetas populares o hombres de entornos rurales trasplantados a las ciudades. Era una forma de cultura que mezclaba expresiones orales de la cultura campesina con una manera de circulación más moderna publicando las palabras escritas. Dichas iras populares fueron publicadas por muchos como folletos, cancioneros y cuadernillos. Durante los últimos años del siglo XIX, una gran parte de la población de Chile era analfabeta y los autores leían sus obras al público en voz alta: además, muchas liras populares incluían resúmenes de noticias ilustrados por imágenes y grabados que apoyaron a decir la historia. Además, los autores solían vender sus obras a la gente. 
Gracias a Rodolfo Lenz, un docente alemán que se dedicó a estudiar la cultura chilena, se donaron aproximadamente quinientos artículos al Archivo de Literatura Oral y Tradiciones Populares de la Biblioteca Nacional de Chile, conformando así una gran colección que ha sido muy significativa para el país como fuente histórica. Rodolfo Lenz también escribió un libro relativo a las liras populares, Sobre la poesía popular impresa de Santiago de Chile. Ha analizado los poemas y como se afecta la cultura chilena y la lenguaje chilena por 111 páginas. Otras colecciones se conservan en la Biblioteca Nacional (colección de Alamiro de Ávila), y hay una resguardada por la Universidad de Chile en el Archivo Central Andrés Bello (colección de Raúl Amunátegui Johnson) que es la más grande, con 872 pliegos. Estas suman, en total, 1.567 pliegos de liras. 
En 2010, la Dirección de Bibliotecas, Archivos y Museos y la Universidad de Chile firmaron un convenio de colaboración para trabajar de manera conjunta en la valoración y conservación de este patrimonio. En el año 2010, las colecciones de la Lira Popular de ambas instituciones fueron reconocidas como Memoria de Latinoamérica y el Caribe por la UNESCO, y desde 2013 es registrada por la misma organización como parte del Programa Memoria del Mundo.

## Autores destacados
Algunos poetas destacados de la lira popular en la época fueron:
- Rosa Araneda: Poetisa nacida en San Vicente de Tagua Tagua. En sus escritos hablaba de su existencia, crítica política y conflictos personales. Ferviente antibalmacedista, después se opuso fuertemente al gobierno de Jorge Montt. Fue una de las pocas mujeres que hubo entre los versificadores de finales del siglo XIX. Habría fallecido en Santiago el 4 de junio de 1894, a los 33 años. Por datos que aparecen impresos al pie de los pliegos publicados por ella, se sabe que vivió en los barrios populares cercanos al río Mapocho.

En el siguiente poema se puede observar su fuerte crítica hacia el gobierno de Balmaceda:
“«Hoy día ya no hay vergüenza 
la vergüenza se perdió se cree que Balmaceda de Chile se la llevó»
«Después que la oposición nos ofreció oro y plata se ha mostrado tan ingrata: en todita la Nación se oye la lamentación desde el Mapocho al Laja: /.../» .
«Por último, prometieron los vencedores de don pico
ique, subir a treinta penique el cambio, y no cumplieron»
«Al fin Montt siendo patriota
a Chile está arruinando /.../»
Rosa Araneda, pueta”
Era pareja con Daniel Meneses y convivieron hasta su muerte.
Es importante consignar la duda sobre la realidad como poetisa de Rosa Araneda. Ya fue sugerida por A. Acevedo Hernández, pero en 2004 Manuel Dannemann publicó en su libro Poetas populares en la sociedad del siglo XIX, p. 31, la carta de Jorge Octavio Atria Molina dirigida a Rodolfo Lenz (23 de septiembre de 1919) donde le informa: 
"El nombre de Rosa Araneda, que llevan como autor sus primeros folletos, como los intituladas Poesías Populares, libros I, II, III, IV y V 1893-1895, era el de una mujer con quien convivió [Daniel Meneses]. Adoptó ese nombre como reclamo para facilitar la venta de ellos. Fallecida la Araneda, toda su producción ya no llevó otro nombre que el propio. Se constata la noticia con el folleto "El Cantor de los Cantores, libro VI, 1896".
- Juan Bautista Peralta: Nació en 1875, en la cuna de una familia pobre de Lo Cañas, una zona aún rural al suroriente de la capital. A los ocho años comenzó a trabajar como suplementero, oficio común para los niños de su edad, encargados de vender en las esquinas los periódicos satíricos y las hojas de poesía, según Micaela Navarrete las "principales formas de comunicación impresa que entonces existían en el país".

En su madurez fue periodista, poeta, cantor, editor, administrador de periódicos y dirigente sindical. Fue un trabajador pobre, analfabeto y ciego. Al bautizar sus impresos para distinguir su trabajo con respecto al de sus colegas, acuñó, sin pretenderlo, el término "Lira popular". En las composiciones de Peralta se encuentran retratos "representativos" de lo que para la época eran tipos humanos fácilmente identificables: el huaso, por ejemplo, le ofrece a su amada "un sandeal" y un potrero de papas, suplicándole:
«Si no me quiere, perrita / Tenga lástima chanchita / De este pobre y fatal huaso / I recíbame en tal caso / Aunque sea feo y malo / Este último regalo / Que es un beso en este vaso» ("Los amores de un huaso", pág. 48).
Escribió tres periódicos y dos libros. Murió con su familia en su casa después su última adición a la lira popular.
- Juan Rafael Allende : Nació el 24 de octubre de 1848 en Santiago Chile, hijo de Pedro Allende y Juana Astorga de Allende. Allende escribió en el género satírico y fue autor de novelas, poemas y sainetes, y editor de periódicos humorísticos. Utilizó su plataforma para ridiculizar a la iglesia y los estratos dominantes de la sociedad. Allende murió el 20 de julio de 1909 pobre y olvidado: dijo haber «sido víctima de las hostilidades y venganzas de todos o de casi todos mis conciudadanos».[9]

- Bernardino  Guajardo : Nació en el siglo 1801, según Caupolicán, o en 1810, según Pelequén. Murió en el 25 de noviembre de 1886. No hay demasiada información sobre Guajardo, y muchos de los datos son escasos y contradicen entre sí. Fue el poeta de la Lira popular mejor y el autor más autor. Escribió un romance autobiográfico, Historia y célebre romance arreglado sobre la vida y aventuras del poeta popular Guajardo, y según esto, entregó sus primeras hojas en 1865 o poco antes:

«Cuando la reina Isabel / mandó a Chile sus vasallos / hice imprimir versos / de los sucesos pasados, / de la muerte de apareja / y la batalla de Abtao, / toma de la Covadonga / y combate de Callao / a la orden de aquel valiente / don Mariano Ignacio Prado. / Y todos los repartía / vendidos, dados y fiados.»
- Daniel Meneses : Nació el 21 de julio de 1855 en Choapa, Chile. Vivió allí hasta 1865, cuando él y su familia se fueron a Tamaya y entonces su padre trabajó en la extracción del cobre. Más tarde, él y su familia se mudaron a una hacienda. Cuando él tenía 15 años, él trabajó en el mineral «El Rosario» y en otros lugares en el Norte Chico hasta 1872 cuando él llegó a Carrizal. En 1889 empezó a publicar sus hojas, que tenían un estilo propio ya que sentía poco aprecio por otros autores. Su pareja era Rosa Araneda y los dos escribieron y vendieron sus hojas hasta el 4 de junio de 1895 cuando Araneda murió. Araneda le dio sus hojas y él las incluyó en sus obras. En marzo de 1907, Meneses escribió una hoja sobre Émile Dubois y esta llegó a ser tan popular que se publicaron 18 mil ejemplares. Meneses murió el 30 de mayo de 1909.[11]

- José Hipólito Casas Cordero : Escribió más de treinta periódicos de La Lira Popular y trabajó con Rosa Araneda, Daniel Meneses y Juan Bautista Peralta. Añadir sus obras al estudio de la cultura chilena permitió a Rodolfo Lenz analizar la Lira Popular.[12]

- Nicasio García : El poeta y cantor escribió Poesías Populares. En la peña de la Peta Basuare cantó sus propias obras. Hay poca información sobre García, aparte de los elogios de Bernardino Guajardo y Patricio Miranda, que protegió su nombre.[13] Existen dos libros en cinco volúmenes que fueron publicados en 1886[14] y 1892.[15]

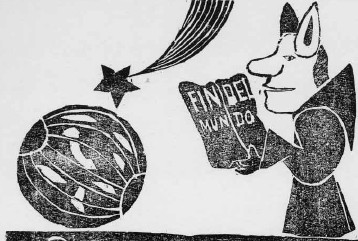
"Inevitable choque de la Tierra con el Cometa Biela."